# 1. Līga 2019
La 1. Līga 2019 è stata la 28ª edizione della seconda divisione del campionato lettone di calcio. La stagione è iniziata il 6 aprile e si è conclusa il 10 novembre 2019. Il Tukums 2000 ha vinto il campionato per la prima volta nella sua storia.

## Stagione

### Novità
Il campionato è composto da 10 squadre, due in meno rispetto alla stagione precedente: a fronte della promozione in Virslīga del BFC Daugavpils, della riammissione in massima serie del Valmiera (inizialmente retrocesso dalla stessa), della retrocessione del Preiļu e della non iscrizione dell'RTU/Skonto Academy, è stato colmato solo uno dei tre posti vacanti: dalla 2. Līga è stato promosso il New Project (ex BetLanes).

### Formula
Le dieci squadre partecipanti si affrontano in gironi di andata-ritorno-andata, per un totale di 27 giornate. La squadra prima classificata viene promossa in Virslīga, mentre la seconda disputa uno spareggio contro la penultima della Virslīga. Le squadre classificate agli ultimi tre posti retrocedono in 2. Līga.

## Squadre partecipanti
| Club            | Città    | Stagione precedente                 |
| --------------- | -------- | ----------------------------------- |
| Auda Ķekava     | Rīga     | 5° in 1. Līga                       |
| Balvu           | Balvi    | 10° in 1. Līga                      |
| Grobiņa         | Grobiņa  | 9° in 1. Līga                       |
| JDFS Alberts    | Rīga     | 8° in 1. Līga                       |
| New Project     | Rīga     | Vincitore degli spareggi in 2. Līga |
| Rēzeknes FA     | Rēzekne  | 4° in 1. Līga                       |
| Smiltene        | Smiltene | 7° in 1. Līga                       |
| Staiceles Bebri | Staicele | 11° in 1. Līga                      |
| Super Nova      | Riga     | 2° in 1. Līga                       |
| Tukums 2000     | Tukums   | 3° in 1. Līga                       |

## Classifica finale
|  | Pos. | Squadra         | Pt | G  | V  | N | P  | GF  | GS  | DR   |
|  | ---- | --------------- | -- | -- | -- | - | -- | --- | --- | ---- |
|  | 1.   | Tukums 2000     | 74 | 27 | 24 | 2 | 1  | 112 | 14  | +98  |
|  | 2.   | Super Nova      | 58 | 27 | 19 | 1 | 7  | 95  | 27  | +68  |
|  | 3.   | Smiltene        | 53 | 27 | 17 | 2 | 8  | 78  | 52  | +26  |
|  | 4.   | JDFS Alberts    | 51 | 27 | 16 | 3 | 8  | 70  | 47  | +23  |
|  | 5.   | Auda Ķekava     | 45 | 27 | 14 | 3 | 10 | 62  | 51  | +11  |
|  | 6.   | Rēzeknes FA     | 43 | 27 | 13 | 4 | 10 | 72  | 56  | +16  |
|  | 7.   | Grobiņa         | 30 | 27 | 10 | 0 | 17 | 56  | 104 | -48  |
|  | 8.   | New Project     | 20 | 27 | 6  | 2 | 19 | 35  | 62  | -27  |
|  | 9.   | Staiceles Bebri | 19 | 27 | 6  | 1 | 20 | 39  | 78  | -39  |
|  | 10.  | Balvu           | 3  | 27 | 1  | 0 | 26 | 23  | 151 | -128 |

## Spareggio promozione/retrocessione
|            | Risultati |            | Luogo e data           |
| ---------- | --------- | ---------- | ---------------------- |
| Metta      | 0 - 0     | Super Nova | Riga, 13 novembre 2019 |
| Super Nova | 1 - 3     | Metta      | Riga, 16 novembre 2019 |
|            |           |            |                        |